# Cerchio graduato
Il cerchio graduato è una scala graduata di forma circolare che si usa in diversi strumenti. 
I cerchi possono essere in metallo, ma nei goniometri moderni essi sono comunemente in vetro ottico.
Nei goniometri altazimutali vi sono due cerchi graduati, uno orizzontale o azimutale e un altro verticale o zenitale. 
I cerchi vengono graduati secondo due sistemi angolari: la scala centesimale e la scala sessagesimale.  
Nel sistema sessagesimale il cerchio graduato è diviso in 360° (360 gradi). 
Il grado è diviso a sua volta in 60' (minuti primi). Il minuto primo è diviso in 60'' (minuti secondi). A sua volta il minuto secondo è diviso in 100 centesimi. 
Nel sistema centesimale, la suddivisione del cerchio è in 400g invece di 360°. 
Ogni grado è diviso in 100 primi e ogni primo in 100 secondi. 